# Flavobacterium columnare
Flavobacterium columnare è un batterio gram-negativo. Provoca la malattia dei pesci nota come columnariasi, che può provocare gravi morie negli allevamenti.